# Ubaye (rivière)
Pour les articles homonymes, voir Ubaye.
L'Ubaye ([ybaj], en occitan valéian Ubaia [y'bajɔ]) est une rivière torrentielle française qui coule dans le département des Alpes-de-Haute-Provence, en région Provence-Alpes-Côte d'Azur. C'est un affluent de la Durance en rive gauche, donc un sous-affluent du Rhône. Très appréciée pour les sports d'eaux-vives, la rivière a accueilli le championnat de France de kayak en 2016.

## Géographie

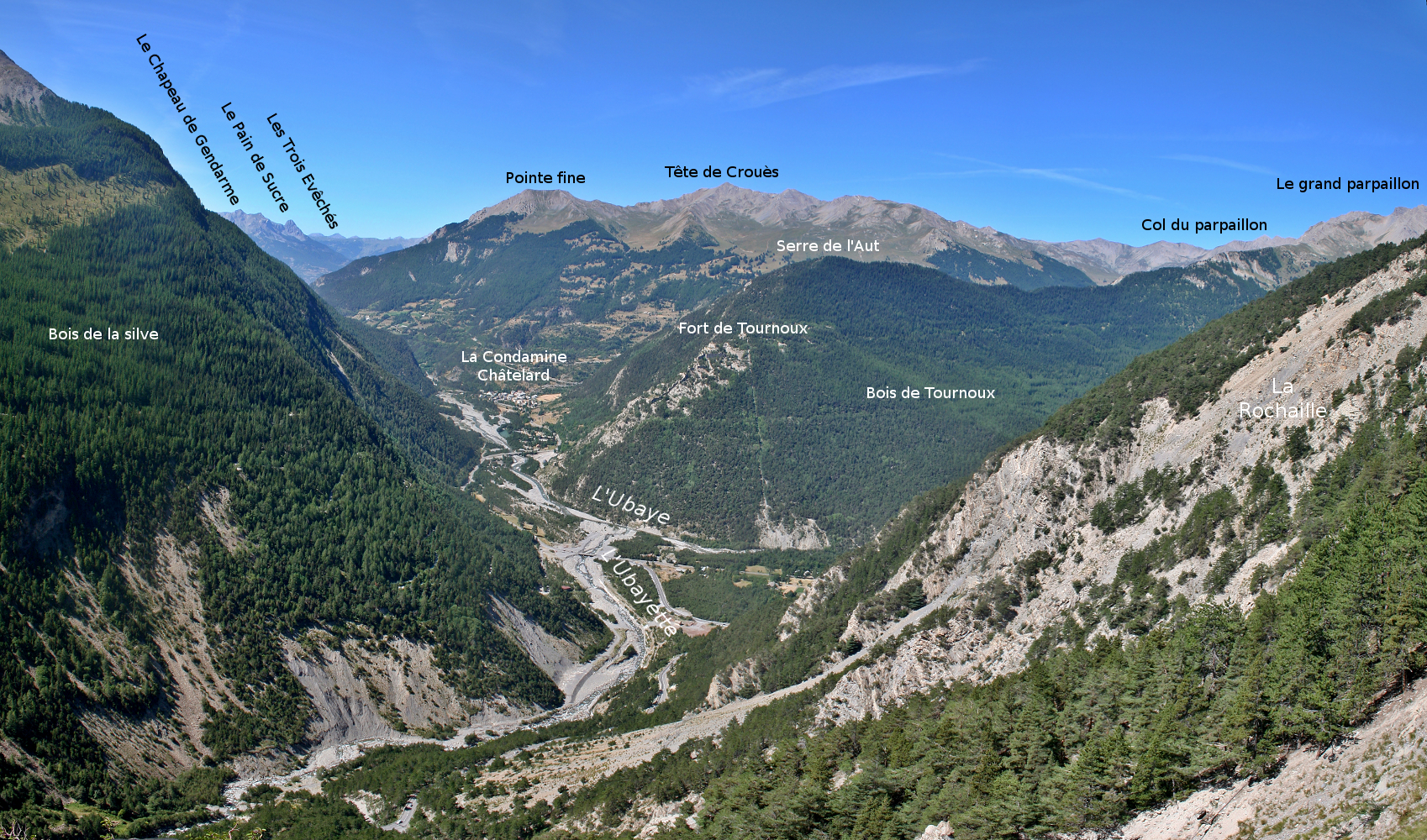
Confluence entre l'Ubaye et l'Ubayette, vue depuis Saint-Ours.

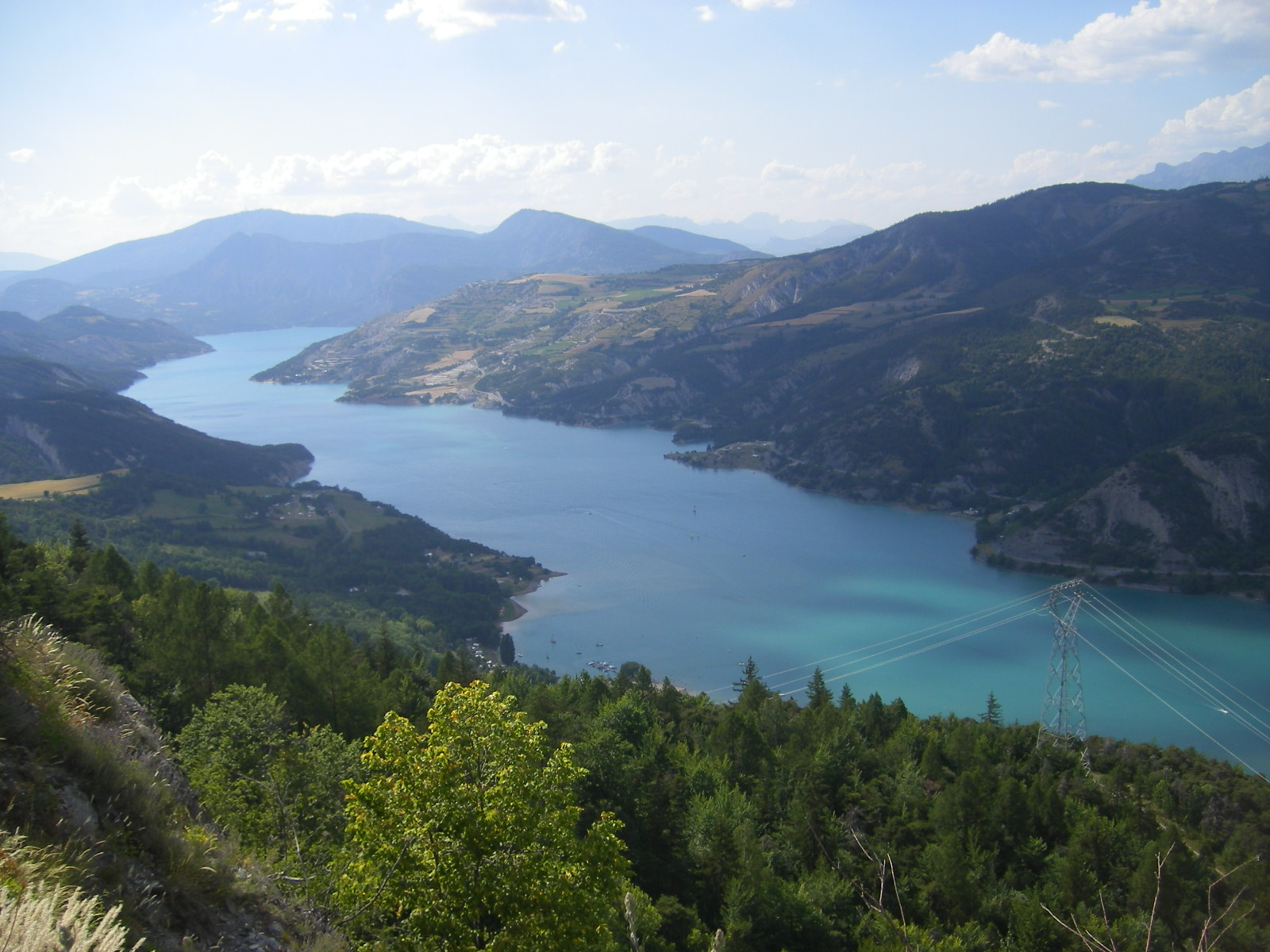
La basse Ubaye noyée dans le lac de Serre-Ponçon.

L'Ubaye prend sa source dans le département des Alpes-de-Haute-Provence, à la frontière italienne, au sud-est du col de Longet à 3 076 m d'altitude sous le col du Loup ; elle est tout d'abord un ruisselet qui alimente un petit lac situé à l'amont du Vallon du Loup, puis elle alimente le lac de Longet, situé sous le col éponyme. À l'aval immédiat de ce lac, elle disparaît dans une perte située à 2635 m d'altitude et réapparaît dans une résurgence cinquante mètres plus bas. Après un parcours de 82,7 km elle rejoint la Durance, cette confluence étant aujourd’hui noyée dans le lac de Serre-Ponçon. Elle donne son nom à la vallée de l'Ubaye. Son principal affluent est l'Ubayette, laquelle prend sa source au lac du Lauzanier.

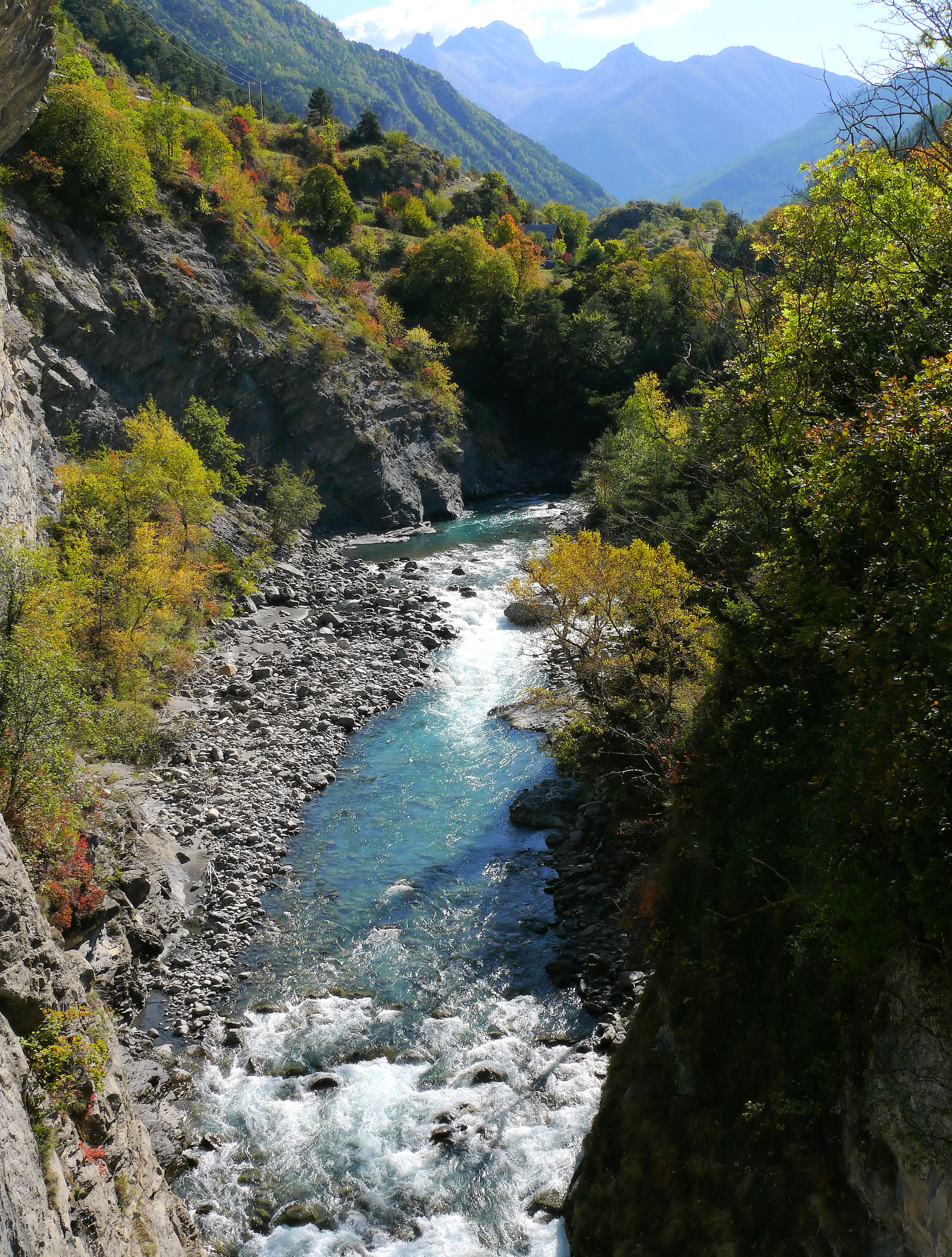
Gorge au Lauzet-Ubaye.

### Communes et cantons traversés
Dans les deux départements des Alpes-de-Haute-Provence et des Hautes-Alpes (une commune, celle du Sauze-du-Lac), l'Ubaye traverse les quatorze communes suivantes, de l'amont vers l'aval, de Saint-Paul-sur-Ubaye (source), La Condamine-Châtelard, Jausiers, Enchastrayes, Faucon-de-Barcelonnette, Barcelonnette, Saint-Pons, Uvernet-Fours, Les Thuiles, Méolans-Revel, Le Lauzet-Ubaye, Saint-Vincent-les-Forts, Le Sauze-du-Lac, La Bréole (confluence).
Soit en termes de cantons, l'Ubaye prend source et conflue dans le même canton de Barcelonnette, longe le canton de Chorges, le tout dans les arrondissements de Barcelonnette et de Gap.

### Toponymes
Le nom de la rivière, Ubaye, a été adjoint aux noms des communes suivantes : Saint-Paul-sur-Ubaye, Le Lauzet-Ubaye, Ubaye-Serre-Ponçon (commune née de la fusion de Saint-Vincent-les-Forts et La Bréole).

### Bassin versant
L'Ubaye traverse les six zones hydrographiques X040, X041, X042, X043, X044, X045 pour une superficie totale de 1 011 km2. Ce bassin versant est constitué à 91,85 % de « forêts et milieux semi-naturels », à 6,87 % de « territoires agricoles », à 0,70 % de « territoires artificialisés », à 0,52 % de « surfaces en eau »,.

### Organisme gestionnaire
L'organisme gestionnaire est la Communauté de Communes Vallée de l'Ubaye Serre-Ponçon.

### Affluents
L'Ubaye a soixante-douze tronçons affluents référencés dont :
- la Baragne (rg[note 2]) 6,7 km sur la seule commune de Saint-Paul-sur-Ubaye avec un affluent et de rang de Strahler trois.
- l'Ubayette (rg), 20 km sur trois communes avec sept affluents et rang de Strahler trois.
- le ruisseau du Parpaillon (rd), 13,7 km sur la seule commune de la Condamine-Châtelard avec un affluent le Bérard et sous le Massif du Parpaillon.
- le torrent d'Abriès (rg), 16,2 km sur la seule commune de Jausiers avec deux affluents.
- les Sanières (rd), 5,4 km sur la seule commune de Jausiers.
- le torrent de Poche (rg), 4,5 km sur les deux communes de Jausiers (confluence) et d'Enchastrayes (source).
- le torrent du Bourget (rd), 5,1 km sur les deux communes de Faucon-de-Barcelonnette (source) et d'Enchastrayes (confluence).
- le Faucon (rd), 6,3 km sur la seule commune de Faucon-de-Barcelonnette.
- le torrent des Galamonds ou torrent du Sauze (rg), 6,2 km sur la seule commune d'Enchastrayes avec un affluent et de rang de Strahler quatre :
  - le torrent de Boure (rd), 5,5 km sur la seule commune d'Enchastrayes avec un affluent :
    - le torrent d'Enchastrayes ou riou Pitchoun (rg), 4,4 km sur la seule commune d'Enchastrayes avec un affluent :
      - le Riou de l'Ubac (rg), 1,7 km sur la seule commune d'Enchastrayes.
- le Bachelard (rg), 27 km sur deux communes avec quatorze affluents et de rang de Strahler trois.
- le Riou Bourdoux (rd), 7,8 km sur les deux communes de Saint-Pons, Uvernet-Fours avec six affluents et de rang de Strahler deux mais avec un vaste bassin de réception de 2200 hectares qualifié de "monstre" alpin sous haute surveillance[6]
- la Bérarde (rd) 3,7 km sur les deux communes de Saint-Pons et Les Thuiles (source).
- l'Abéous (rd), 6 km sur la seule commune de Méolans-Revel avec deux affluents.
- le Grand Riou de la Blanche ou la Blanche de Laverq (rg), 17 km sur la seule commune de Méolans-Revel avec sept affluents et rang de Strahler trois.

### Rang de Strahler
Donc le rang de Strahler de l'Ubaye est de cinq par le torrent des Galamonds ou torrent du Sauze.

## Hydrologie
Son régime hydrologique est dit pluvio-nival.

### L'Ubaye au Lauzet-Ubaye
Le module de l'Ubaye a été calculé durant une période de 48 ans au Lauzet-Ubaye (1960-2007). Il monte à 20,5 m3/s pour une surface de bassin de 946 km2, soit l'entièreté du bassin.
La rivière présente des fluctuations saisonnières de débit typiques d'un régime nivo-pluvial, avec des hautes eaux de printemps-été dues surtout à la fonte des neiges et portant le débit mensuel moyen au niveau de 48,9 à 53,7 m3/s de mai à juin inclus (avec un maximum en juin) et se terminant en juillet (26,1 m3/s), suivies d'une baisse rapide aboutissant à un court étiage de fin d'été (12,8 et 12,7 m3/s en août et septembre). En automne les débits remontent sous l'effet de précipitations automnales sous forme de pluie (18,1 m3/s et 16,1 m3/s respectivement en octobre et novembre). Ce deuxième sommet est suivi d'une longue période de basses eaux d'hiver, de décembre à mars inclus, entraînant une baisse du débit moyen mensuel jusqu'à un minimum de 7,2 m3/s au mois de février.
Un suivi en temps réelle est accessible sur internet: Station de Roche Rousse au Lauzet.

### Étiage ou basses eaux

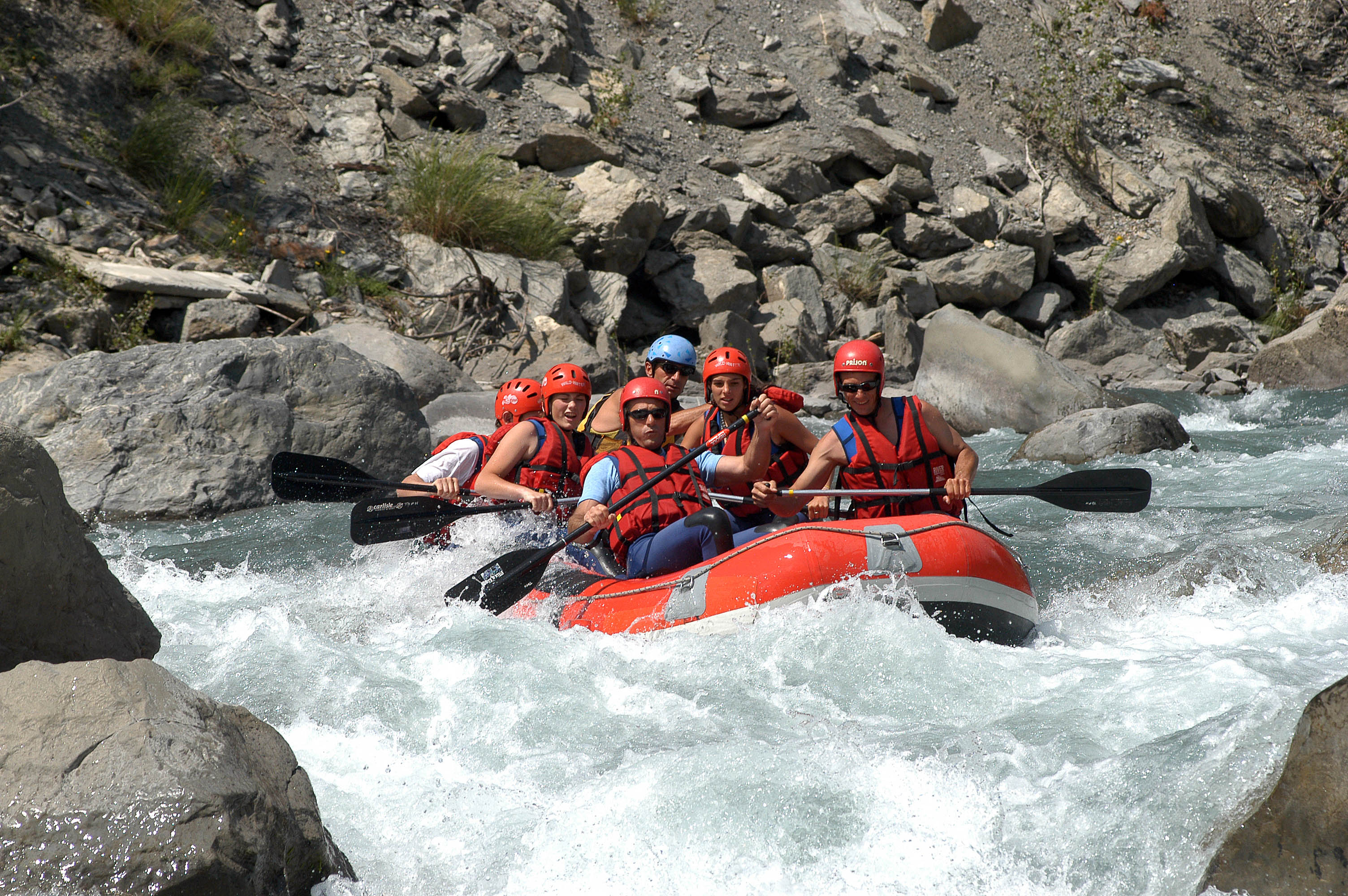
Rapide en rafting sur l'Ubaye.

Aux étiages, le VCN3 peut chuter jusque 3,6 m3/s, en cas de période quinquennale sèche, ce qui reste consistant.

### Crues
Les crues peuvent être très importantes à l'instar de presque tous les cours d'eau alpins. En effet, le QIX 2 et le QIX 5 valent respectivement 150 et 210 m3/s. Le QIX 10 vaut 250 m/s, le QIX 20 vaut 290 m3/s, tandis que le QIX 50 se monte à 340 m3/s.
Le débit instantané maximal enregistré au Lauzet-Ubaye a été de 380 m3/s le 1er novembre 1963, tandis que le débit journalier maximal se montait à 274 m3/s le 16 novembre de la même année.

### Lame d'eau et débit spécifique
La lame d'eau écoulée dans le bassin versant de la rivière est de 684 millimètres annuellement, ce qui est élevé et résulte des précipitations abondantes sur l'ensemble de la surface de son bassin. Le débit spécifique (Qsp) se monte ainsi à 21,7 litres par seconde et par kilomètre carré de bassin.

### Crues historiques

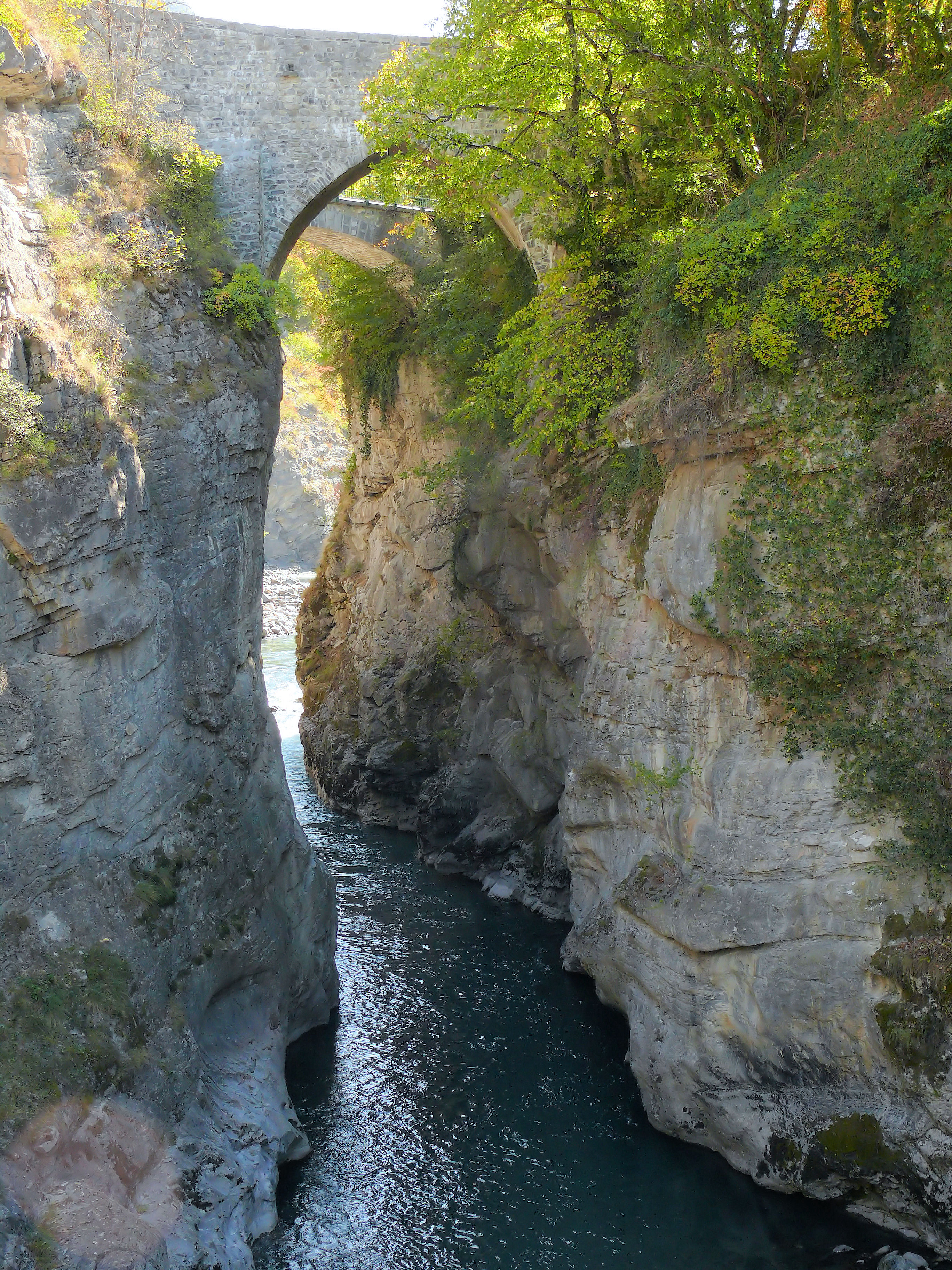
Le Lauzet-Ubaye - pont romain du Lauzet.

En addition aux événements importants cités dans les chapitres suivants, nous pouvons mentionner les crues de 1977, 2000 et de novembre 1994, ayant notamment provoqué la destruction de protection sur le torrent du Bachelard, la destruction du plan d’eau de l’Abécée à Méolans-Revel et la coupure partielle de la RD 900 à Longe Feysolle, commune du Lauzet.

#### Crue de mai 2008
La dernière crue importante de l’Ubaye date de mai 2008 ; sans atteindre les conséquences de la dramatique crue de 1957. Une forte douceur d'une masse d'air saharienne transportant des particules de sable altère l'albédo et initie une fonte brutale importante et soudaine, suivie de pluies conséquentes. Des ouvrages manquent de disparaître :
- il fallut beaucoup de chance et de travail pour que le pont de l'Ubayette au Gleizolles ne disparaisse ;
- au pont de la grave du chef-lieu de Saint-Paul, les gabions de la rive gauche (unique défense de ce léger virage sans enrochement) étant partis très rapidement, plus rien ne retenait l'érosion de la culée. Les très solides traverses d'aciers gisantes, tordues comme des allumettes, témoignent toujours de la force immense de l'eau. Un gué provisoire le remplace et dure depuis ;
- Le pont du Pinet de Petite-Serenne a été reconstruit en 2013.

#### Crue de 1957
Elle est la plus violente de mémoire d'Ubayens. Elle aurait atteint 480 m3/s à Barcelonnette ; sa digue de rive droite a rompu, conduisant à l’inondation du centre-ville. Tout au long de son cours des dégâts importants ont eu lieu. La crue de l'Ubaye a lieu dans un contexte d'inondations généralisées dans les vallées voisines, particulièrement en Queyras.

#### Crue de 1856

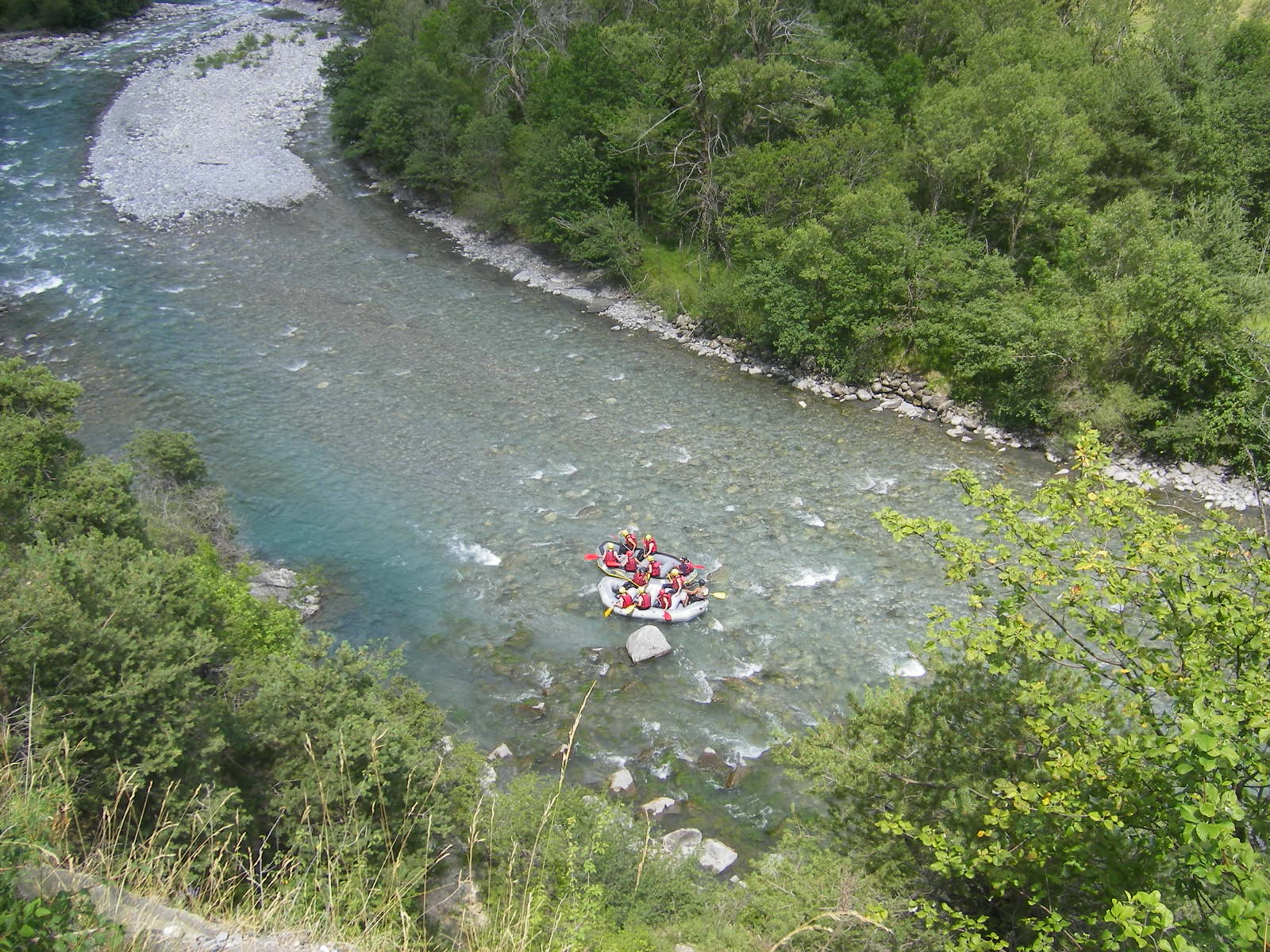
Sport d'eau vive aux Thuiles.

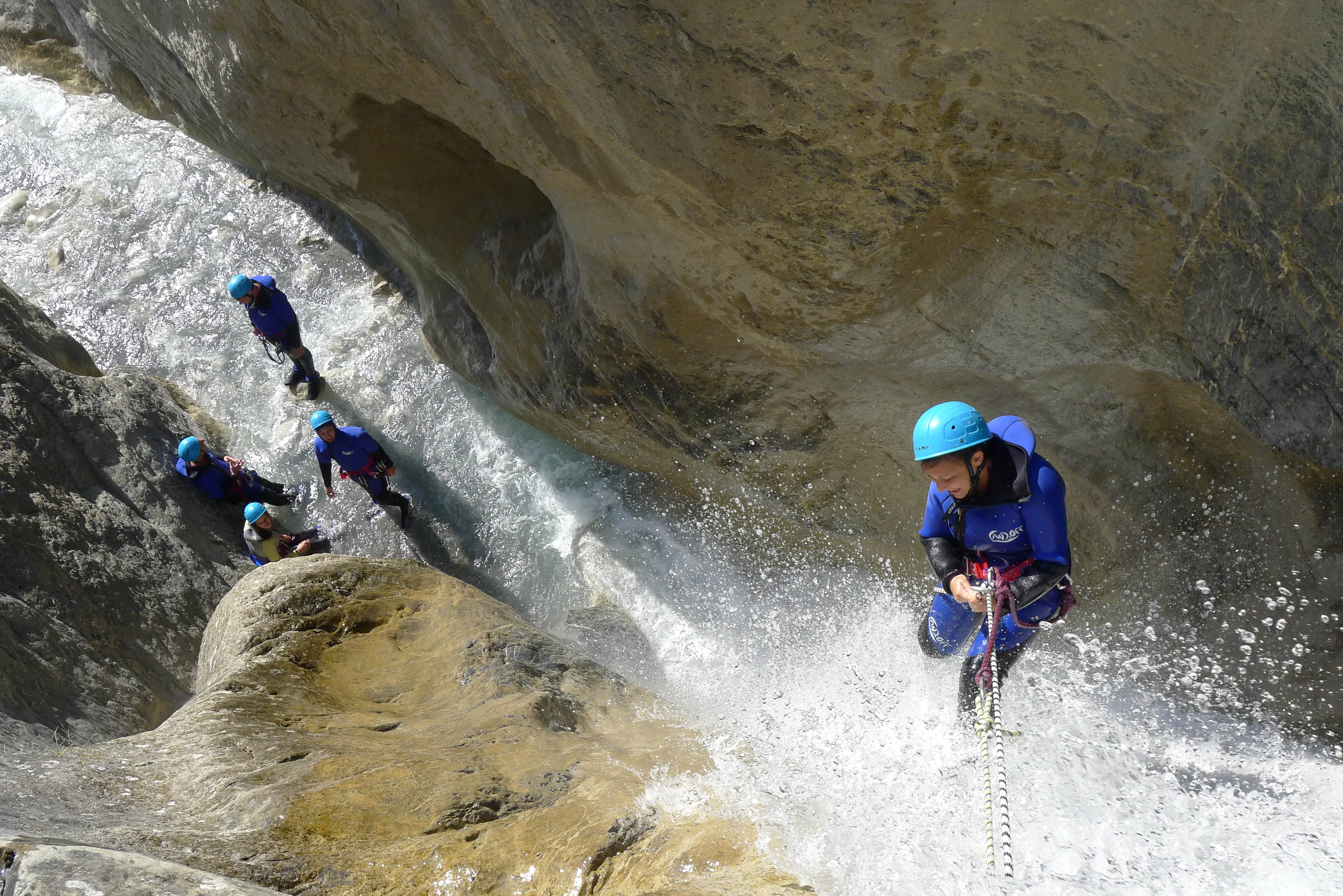
Canyonning.

Elle est également citée dans les archives, mais peu de données existent sur ce phénomène.

## Aménagements et écologie

### Les activités de sports d'eau vive
Ne comportant aucun barrage jusqu'à son embouchure, c'est une rivière idéale pour la pratique des sports d'eau vive comme le rafting ou le kayak.
Avec 50 rapides et 9 parcours, il est tout à fait possible de découvrir cette rivière d'une manière originale en toute sécurité, si l'on est expérimenté. Dans le cas contraire, la présence d'une personne ou d'un moniteur expérimenté est souvent nécessaire.
L'Ubaye est un cours d'eau de première catégorie. Les sports d'eau vive sont autorisés :
- de 10h00 à 18h00 du 1er mars au 30 septembre sauf les samedi, dimanche et lundi de l'ouverture de la pêche et les vendredi, samedi et dimanche de la fermeture de la pêche ;
- du lever au coucher de soleil le reste de l'année[note 3],[9],[10].

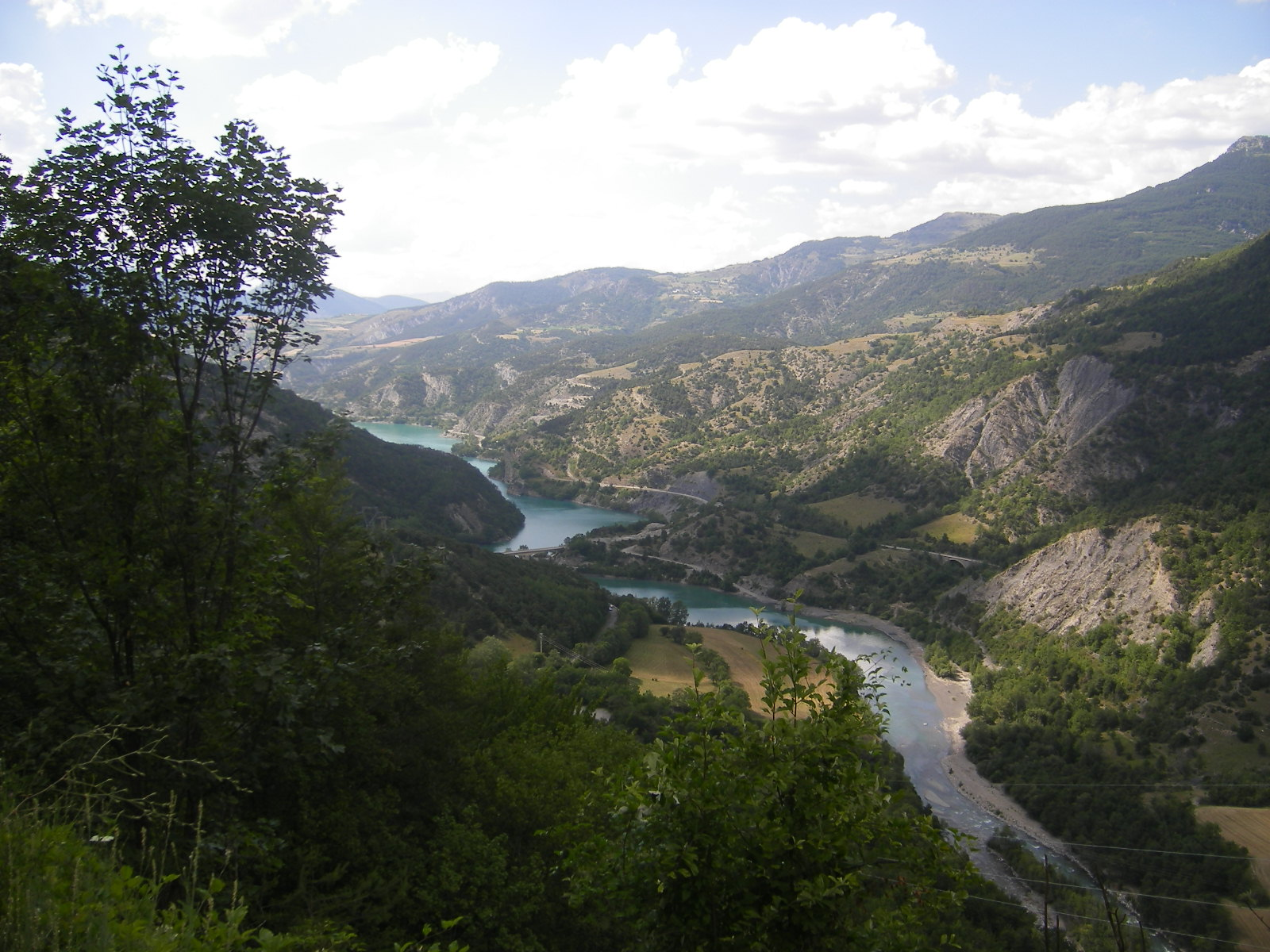
Jonction Ubaye Lac de Serre-Poncon.

### Centrale électrique
Une petite centrale hydroélectrique est implantée à Champanastais sur la commune du Lauzet-Ubaye ; sa puissance installée est de 1 240 kW.
Il existe également une petite centrale hydroélectrique au Martinet appartenant à la commune de Méolans-Revel.

## Onomastique

### Hydronymie
- Dans son fascicule Vocabulaires et toponymie des pays de montagne, Robert Luft, 2006, dit que la racine ab ou ub est celtique et signifie « cours d'eau ». Il donne pour exemples : Ubaye Ubayette et aussi L'Abéou (Saint-Paul-lès-Durance), L'Abéous (Méolans-Revel et La Grave) et L'Abeùs (Eycheil).
- Bénédicte et Jean-Jacques Fénié, ainsi que Guy Barruol, affirment qu'il vient d'ubac[12],[13]qui, lui, vient du latin opaca.
- En 1867 le professeur Alexandre-Édouard Baudrimont[14] écrit qu'il pense que l'hydronyme vient du basque. Il dit aussi qu'Ubay (rivière du Pérou) peut se traduire du basque par « bonne eau ».
- En 1983 Robert Novaretti[15] écrit : « Ne prétend-on pas d'ailleurs que le nom d'Ubaye tire son origine du basque ibarra qui désigne « rivière ». »
- En 2009 Jean-Baptiste Orpustan[16] dit que Bai signifie « cours d’eau, rivière » en ibère, exactement comme dans l’ancienne toponymie basque (Baialde, Baïgorry, Bayonne, Hendaye …), avant de s’être transformé en ibai en [[basque]] moderne, sans doute par analogie avec ibi (« gué ») ou ibarr (« vallée »).